# سالم (داكوتا الجنوبية)
سالم (بالإنجليزية: Salem, South Dakota)‏ هي مدينة ومقر المقاطعة تقع في الولايات المتحدة في مقاطعة ماكوك، داكوتا الجنوبية. يقدر عدد سكانها بـ 1,347 نسمة ومساحتها 3.21 كم2 وترتفع عن سطح البحر 464 متر.

## التركيبة السكانية
قام مكتب تعداد الولايات المتحدة بتحديد بيانات التركيبة السكانية لسالم في تعداد الولايات المتحدة. في ما يلي، التركيبة السكانية حسب تعدادي 2000 و2010.

### تعداد عام 2000
بلغ عدد سكان سالم 1,371 نسمة بحسب تعداد عام 2000، وبلغ عدد الأسر 588 أسرة وعدد العائلات 372 عائلة مقيمة في المدينة. في حين سجلت الكثافة السكانية 1,346.3 نسمة لكل ميل مربع (519.8/كم2). وبلغ عدد الوحدات السكنية 640 وحدة بمتوسط كثافة قدره 628.5 نسمة لكل ميل مربع (242.7/كم2).
وتوزع التركيب العرقي للمدينة بنسبة 98.69% من البيض و 0.44% من الأمريكيين الأصليين و 0.29% من الأمريكيين ذوي الأصول الآسيوية و 0.07% من الأمريكيين الأفارقة و 0.51% من عرقين مختلطين أو أكثر.
```
وبلغت نسبة 
الأزواج
 القاطنين مع بعضهم البعض 54.8% من أصل المجموع الكلي للأسر، ونسبة 6.3% من الأسر كان لديها معيلات من الإناث دون وجود شريك، وكانت نسبة 36.7% من غير العائلات. وبلغ متوسط حجم الأسرة المعيشية 2.85، أما متوسط حجم العائلات فبلغ 2.23.
```

بلغ العمر الوسطي للسكان 43 عاماً. وكانت نسبة 22.5% من القاطنين تحت سن الثامنة عشر، وكانت نسبة 6.6% بين الثامنة عشر والأربعة وعشرون عاماً، ونسبة 23.6% كانت واقعةً في الفئة العمرية ما بين الخامسة والعشرون حتى والأربعة وأربعون عاماً، ونسبة 21.6% كانت ما بين الخامسة والأربعون حتى الرابعة والستون، ونسبة 25.7% كانت ضمن فئة الخامسة والستون عاماً فما فوق. يوجد لكل 100 أنثى 92.3 ذكر، ويوجد لكل 100 أنثى في الثامنة عشر من عمرها فما فوق 88.1 ذكر.
بلغ متوسط دخل الأسرة في المدينة 34,500 دولار، أما متوسط دخل العائلة فبلغ 44,167 دولار. وكان متوسط دخل الذكور 29,350 دولار مقابل 20,227 دولار للإناث. وسجل دخل الفرد الخاص بالمدينة 19,596 دولار.

### تعداد عام 2010
بلغ عدد سكان سالم 1,347 نسمة بحسب تعداد عام 2010، وبلغ عدد الأسر 567 أسرة وعدد العائلات 362 عائلة مقيمة في المدينة. في حين سجلت الكثافة السكانية 1,086.3 نسمة لكل ميل مربع (419.4/كم2). وبلغ عدد الوحدات السكنية 667 وحدة بمتوسط كثافة قدره 537.9 لكل ميل مربع (207.7/كم2).
وتوزع التركيب العرقي للمدينة بنسبة 98.8% من البيض و 0.1% من الأمريكيين الأصليين و 0.1% من الأمريكيين الأفارقة و 0.4% من عرقين مختلطين أو أكثر.
بلغ عدد الأسر 567 أسرة كانت نسبة 29.1% منها لديها أطفال تحت سن الثامنة عشر تعيش معهم، وبلغت نسبة الأزواج القاطنين مع بعضهم البعض 53.3% من أصل المجموع الكلي للأسر، ونسبة 7.2% من الأسر كان لديها معيلات من الإناث دون وجود شريك، بينما كانت نسبة 3.4% من الأسر لديها معيلون من الذكور دون وجود شريكة وكانت نسبة 36.2% من غير العائلات. تألفت نسبة 33.2% من أصل جميع الأسر من أفراد ونسبة 18.2% كانوا يعيش معهم شخص وحيد يبلغ من العمر 65 عاماً فما فوق. وبلغ متوسط حجم الأسرة المعيشية 2.90، أما متوسط حجم العائلات فبلغ 2.27.
بلغ العمر الوسطي للسكان 44.3 عاماً. وكانت نسبة 24.4% من القاطنين تحت سن الثامنة عشر، وكانت نسبة 4% بين الثامنة عشر والأربعة وعشرون عاماً، ونسبة 22.4% كانت واقعةً في الفئة العمرية ما بين الخامسة والعشرون حتى والأربعة وأربعون عاماً، ونسبة 23.8% كانت ما بين الخامسة والأربعون حتى الرابعة والستون، ونسبة 25.4% كانت ضمن فئة الخامسة والستون عاماً فما فوق. وتوزع التركيب الجنسي للسكان بنسبة 48.6% ذكور و51.4% إناث.